# Influencias
Influencias è un album in studio di cover del cantante portoricano Chayanne, pubblicato nel 1994.

## Tracce
1. La vida sigue igual (Julio Iglesias)
2. Amada amante (Roberto Carlos)
3. Una muchacha y una guitarra (Sandro)
4. Yo soy aquél (Raphael)
5. Pavo Real - Agarrense de las manos (José Luis Rodríguez "El Puma")
6. Gavilán o Paloma (José José)
7. Querida (Juan Gabriel)
8. Amor libre (Camilo Sesto)
9. Paso la vida pensando (José Feliciano)
10. Pedro Navaja (Rubén Blades)

## Classifiche
| Classifica (1994) | Posizione più alta |
| ----------------- | ------------------ |
| Porto Rico        | 9                  |